# Richard Duffin
Richard James Duffin (1909-1996) est un physicien et mathématicien américain, connu pour ses contributions à la théorie de la transmission électrique et au développement de la programmation géométrique (en) et d'autres domaines de la recherche opérationnelle.

## Formation et carrière
Duffin a obtenu un B.Sc. en physique de l'Université de l'Illinois à Urbana-Champaign, où il a été élu à Sigma Xi en 1932. Il reste à l'Illinois pour son doctorat, conseillé par Harold Mott-Smith et David Bourgin, dans le cadre d'une thèse intitulée Phénomènes galvanomagnétiques et thermomagnétiques (1935).
Duffin enseigne à l'Université Purdue et à l'Illinois avant de rejoindre la Carnegie Institution de Washington pendant la Seconde Guerre mondiale. Son travail en temps de guerre est consacré au développement d'équipements de navigation et de détecteurs de mines. En 1946, il est devenu professeur de mathématiques à l'Université Carnegie-Mellon. Il a écrit une lettre de recommandation à l'Université de Princeton pour John Forbes Nash, plus tard lauréat du prix Nobel. En 1949, Duffin et son élève, Raoul Bott, ont développé des méthodes pour la synthèse de filtres lorsque la fonction de transfert désirée est une fonction positive-réelle.
Duffin reste à Carnegie Mellon jusqu'à sa retraite en 1988. Duffin est également consultant auprès de Westinghouse Electric Corporation.

## Prix et distinctions
Duffin est intronisé à l'Académie nationale des sciences en 1972  et à l'Académie américaine des arts et des sciences en 1984. Il est co-lauréat avec Abraham Charnes et William W. Cooper du prix de théorie John-von-Neumann en 1982 et du prix Monie A. Ferst de Sigma Xi pour 1984 en reconnaissance de ses compétences en tant qu’enseignant et communicateur.

## Sélection de publications
- 1949: Avec Raoul Bott, "Synthèse d'impédance sans utilisation de transformateurs", Journal of Applied Physics 20: 816.
- 1952: avec ACSchaeffer, Duffin et Schaeffer, « A class of nonharmonic Fourier series », Trans. Amer. Math. Soc., vol. 72, no 2,‎ 1952, p. 341–366 (DOI 10.1090/s0002-9947-1952-0047179-6, MR 0047179)
- 1953: avec R. Bott, Bott et Duffin, « On the algebra of networks », Trans. Amer. Math. Soc., vol. 74,‎ 1953, p. 99–109 (DOI 10.1090/s0002-9947-1953-0056573-x, MR 0056573)
- 1956: Duffin, « Exponential decays in nonlinear networks », Proc. Amer. Math. Soc., vol. 7, no 6,‎ 1956, p. 1094–1106 (DOI 10.1090/s0002-9939-1956-0083366-8, MR 0083366)
- 1959: Duffin, « An analysis of the Wang algebra of networks », Trans. Amer. Math. Soc., vol. 93,‎ 1959, p. 114–131 (DOI 10.1090/s0002-9947-1959-0109161-6, MR 0109161)
- 1962: Duffin, « The reciprocal of a Fourier series », Proc. Amer. Math. Soc., vol. 13, no 6,‎ 1962, p. 965–970 (DOI 10.1090/s0002-9939-1962-0145259-x, MR 0145259)
- 1967: Avec Elmor Peterson et Clarence M. Zener, Programmation géométrique . John Wiley, xi + 278 p. [8]
- 1974: Duffin, « Some problems of mathematics and science », Bull. Amer. Math. Soc., vol. 80, no 6,‎ 1974, p. 1053–1070 (DOI 10.1090/s0002-9904-1974-13618-9, MR 0359436)